# Aleš Jindra
Aleš Jindra (* 12. Juni 1973 in Pilsen) ist ein ehemaliger tschechischer Fußballspieler und derzeitiger Fußballtrainer.

## Spielerkarriere
Jindra spielte in seiner Jugend für Škoda Pilsen. In der Saison 1993/94 absolvierte er seinen Wehrdienst bei VTJ Karlovy Vary und kehrte anschließend nach Pilsen zurück. Dort kam er in der Erstligasaison 1994/95 auf drei Einsätze und wechselte im Sommer 1995 zum damaligen Zweitligisten Chmel Blšany.
Dort konnte sich Jindra einen Stammplatz erkämpfen und kam in vier Jahren auf 94 Spiele, in denen er vier Tore erzielte. Im Sommer 1999 kehrte der Abwehrspieler zu seinem Stammverein Viktoria Pilsen zurück und verhalf dem Klub mit acht Toren in 26 Zweitligaspielen zum Aufstieg in die Gambrinus Liga. Anfang 2001 verließ Jindra seine Heimatstadt und schloss sich für die Rückrunde der Spielzeit 2000/01 dem damaligen Zweitligisten FK AS Pardubice an. Anschließend wechselte Jindra zum damaligen Regionalligisten FC Augsburg. In der Hinrunde der Saison 2007/08 spielte der Tscheche für den SV Etzenricht in der bayerischen Landesliga Mitte.

## Trainerkarriere
Anfang 2008 begann Jindra seine Trainerlaufbahn als Assistent beim tschechischen Zweitligisten FK Baník Sokolov. Im Januar 2009 übernahm er das Traineramt beim rumänischen Klub CFR Cluj. Gleichzeitig verpflichtete Cluj den bisherigen Trainer von FCU Politehnica Timișoara, Dušan Uhrin, als Sportdirektor, da laut des Regelwerks der rumänischen Liga 1 ein Trainer nicht für zwei Vereine während der gleichen Saison arbeiten darf. Am 5. April 2009 wurden Jindra und Uhrin bei CFR Cluj entlassen. Von 2009 bis Ende 2011 war Jindra Co-Trainer bei Sparta Prag, zunächst unter Jozef Chovanec, später unter Martin Hašek. Anfang 2012 wurde er Cheftrainer von Baník Sokolov, wo er bis 2014 blieb.